# Сабінув (Велюнський повіт)
Сабінув (пол. Sabinów) — село в Польщі, у гміні Конопниця Велюнського повіту Лодзинського воєводства.
У 1975-1998 роках село належало до Серадзького воєводства.